# Gmina Veržej
Veržej – gmina w Słowenii. W 2002 roku liczyła 1354 mieszkańców.

## Miejscowości
Miejscowości wchodzące w skład gminy Veržej:
- Banovci
- Bunčani
- Veržej – siedziba gminy